# Maria José Haueisen
Maria José Haueisen Freire (Teófilo Otoni, 27 de setembro de 1930 - Belo Horizonte, 19 de fevereiro de 2018) foi uma professora e política brasileira. Foi deputada estadual por Minas Gerais de janeiro de 1989 a dezembro de 2004 e prefeita do município de Teófilo Otoni de 2005 a 2012.
Maria José Haueisen era política e professora. Formou-se em Estudos Sociais (1977) e Pedagogia (1981) na Faculdade de Filosofia, Ciências e Letras de Teófilo Otôni. Foi presidente da União dos Trabalhadores no Ensino (UTE) em Teófilo Otoni; fundadora do PT municipal e estadual; participante das Comunidades Eclesiais de Base (CEBs); e presidente do PT em Teófilo Otoni.
Na Assembleia Legislativa, ela participou de cinco legislaturas, sendo eleita suplemente na 11ª Legislatura (em exercício de 1989 a 1991) e eleita efetiva nas 12ª (1991-1995), 13ª (1995-1999), 14ª (1999-2003) e 15ª (2003 até 2004) Legislaturas. Em 2004, ela foi eleita para a Prefeitura Municipal de Teófilo Otoni e renunciou ao mandato de deputada estadual. Em 2008, ela foi reeleita no cargo de prefeita municipal.
Ainda no Legislativo mineiro, ela foi representante do PT na Comissão Pró-Impeachment de Newton Cardoso. Foi líder da Bancada do PT, Líder da Minoria, integrante das Comissões de Educação, Direitos e Garantias Fundamentais e Constituição e Justiça.
Foi presidente das comissões de Defesa do Consumidor e de Direitos e Garantias Fundamentais, além de ser eleita para compor a Mesa da Assembleia, onde foi 2ª-secretária no biênio 1995/1996. Foi também a primeira mulher a presidir a Sessão de Instalação de uma Legislatura (2003).
Faleceu em Belo Horizonte no dia 19 de fevereiro de 2018, aos 87 anos de idade.